# Bah Ndaw
Bah Ndaw (San, 23 agosto 1950) è un militare e politico maliano, è stato Presidente del Mali ad interim dal 25 settembre del 2020 al 26 maggio 2021.

## Biografia
Ndaw è nato nel 1950 a San, in Mali. È entrato a far parte delle forze armate maliane come volontario nel 1973 e nello stesso anno si è laureato presso l'École militaire interarmes (EMIA) a Koulikoro. Nel 1974 fu inviato in Unione Sovietica per ricevere un addestramento sugli elicotteri.

### Attività militare
Nel 1977 Ndaw entrò a far parte della Malian Air Force. A un certo punto Ndaw servì come aiutante di campo del presidente maliano Moussa Traoré. Si è dimesso da questo incarico nel 1990 per protestare contro l'interferenza della moglie di Traoré negli affari di governo. Sotto il presidente Alpha Oumar Konaré, Ndaw è stato vice capo di stato maggiore dell'aeronautica militare maliana tra il 1992 e il 2002. Nel 1994 si è laureato all'École de guerre di Parigi, Francia. Nel 2003 Ndaw è diventato capo di stato maggiore della Malian Air Force. Durante la sua carriera è stato anche vice capo di stato maggiore della Guardia nazionale del Mali.  Dal 2008 fino al suo pensionamento nel 2012 è stato a capo dell'Ufficio per gli affari dei veterani e le vittime di guerra. Si ritirò con il grado di colonnello maggiore.

### Ministro della Difesa
Il 28 maggio 2014 Ndaw è succeduto a Soumeylou Boubèye Maïga come ministro della Difesa sotto il presidente Ibrahim Boubacar Keïta. Durante il suo mandato ha firmato un accordo di difesa con la Francia. Ha anche lavorato a una riorganizzazione delle forze armate maliane. Quando il primo ministro Modibo Keïta è subentrato a Moussa Mara nel gennaio 2015, Ndaw ha lasciato l'incarico, presumibilmente per non essere d'accordo con alcune condizioni riguardanti l'integrazione degli ex combattenti disertori stipulate dal Trattato di Algeri (2015).

### Presidente del Mali
Il 21 settembre 2020, dopo il colpo di Stato di poche settimane prima, Ndaw è stato nominato presidente da un gruppo di 17 elettori e Assimi Goïta vicepresidente. Il loro governo ad interim dovrebbe essere alla guida del paese per un periodo di 18 mesi dopo il colpo di stato maliano del 2020. Un portavoce del leader politico-religioso Mahmoud Dicko ha elogiato la sua nomina a presidente.  Anche i leader dell'M5-RFP, attivi dalle proteste del Mali del 2020, hanno dato il loro sostegno.
Dopo aver ufficialmente assunto l'incarico il 25 settembre 2020, Ndaw ha dichiarato che avrebbe combattuto contro la corruzione, le frodi elettorali e il rispetto degli accordi internazionali precedentemente stipulati.  Ha anche indicato che avrebbe continuato la lotta contro le forze terroristiche e avrebbe impedito gli abusi sui civili da parte delle forze armate maliane. Dopo la sua nomina, Jean-Claude Brou, presidente della Commissione della Comunità economica degli Stati dell'Africa occidentale (ECOWAS), ha affermato che l'ECOWAS avrebbe revocato l'embargo contro il Mali solo se un primo ministro civile fosse stato nominato da Ndaw. Il 28 settembre Ndaw nominò primo ministro Moctar Ouane.
Il 24 maggio 2021 viene arrestato dai militari insieme al primo ministro Moctar Ouane durante un nuovo colpo di Stato, venendo entrambi obbligati a rassegnare le proprie dimissioni. L'indomani il presidente delle UN, António Guterres, ha chiesto il loro immediato rilascio. Il 26 maggio Ndaw ha annunciato le dimissioni.
Il 27 agosto 2021, Bah N'daw è stato rilasciato dagli arresti domiciliari.